# Даксен
Даксен (нем. Dachsen) — коммуна в Швейцарии, в кантоне Цюрих.
Входит в состав округа Андельфинген. Население составляет 1868 человек (на 31 декабря 2007 года). Официальный код — 0025.